# 中尾祐之
中尾 祐之　DJ MASASHI（なかお まさし、1978年4月6日 - ）は日本の俳優、モデル、DJ、クリエイター。本名同じ。大阪府出身。
身長178cm、血液型はO型。
主に映画やドラマ等を中心に活動。
個人のAi productionとしてDJ・MC・店舗/各種イベントプロデューサー等でもとして活動中。金光大阪高等学校卒業。

## 主な出演作品

### テレビドラマ
- ナニワ少年探偵団（2000年）- 赤のスポーツカーの男役
- コールミ－（2002年『S.I.N.ティーンズ倶楽部』内放映）- 武田圭介役 （主演）
- 時空警察ヴェッカーD-02（2002年）- 第4話・時空刑事ユウキ・トーマ役
- お寺の国のアリス（2003年）- 池田弘明役
- ショコラ（2003年）
- メモリー・オブ・ラブ（2004年）スタッフ役
- 新・いのちの現場から（2004年）- DJ役
- 功名が辻（2006年）- 第13話・足利義昭配下の伝令役
- ソードブル・ジライヤ忍法帖（放映時期不明）- 刀守のスクネ役
- ソードブル・風を斬る！風刃の蓮（放映時期不明）- 七方の鷹丸役

　その他 多数出演

### 映画
- 17歳 君がいた夏 Last Letter（2001年）
- すくらんぶる・ハーツ 〜恋のソナタ〜（2003年）- 大場修次役
- 美少女探偵団〜飛鳥からの風〜（2003年）- 大津皇子役
- 鞄 -KABAN-（2004年）
- ボン・ボヤージュ!（2004年）- 野々村真一役
- 心の扉（2005年）
- Wスティール（2005年）- アキラ役
- コーラスたい♪ 〜彼女たちのキセキ〜（2007年)

　その他 多数出演

### オリジナルビデオ/DVD
- 大脱獄（2001年）看守役
- イヴォルバー -EVOLVER-（2004年）- 黄崎號役（主演）
- 難波金融伝ミナミの帝王20 絆〜KIZUNA〜（2004年）花澤役
- 難波金融伝ミナミの帝王22 男たちの過去（2004年）ケン役

　その他 多数出演

### Webドラマ
- キミのミカタ（2006年2月配信、ケイ・オプティコム）

### Web
- イケMEN!!温泉（2006〜2007年）

### 舞台
- 極楽トンボの終わらない明日（1999年）
- ゴッド・ブレス・ユー〜青春狂奏曲〜（1999年）
- 裸ノ街 哀歌（2001年）
- 夕焼けのブルー（2001年）- 主演
- ジャンクバード 〜探検家が口笛を吹く夜明け〜（2001年）- 主演
- シンドバットの大冒険2003〜魔神島の決戦〜（2003年）シンドバットの父役
- Aya 〜傷口と悦びと〜（2005年）- 友情出演

　その他 多数出演

## モデル活動
- Sumurai magazin 特集ページ
- リクルート カーセンサー関西版 特集ページ
- NTTドコモ 関西モバイルパンフレット
- 街ぴあ 特集ページ